# Orientlärkfalk
Orientlärkfalk (Falco severus) är en fågel i familjen falkar inom ordningen falkfåglar.

## Utseende
Orientlärkfalken är en liten (24–30 cm) och kortstjärtad falk. Jämfört med lärkfalken har den liknande proportioner men är något sattare med kortare stjärt. Adult fågel har svart huva, blåsvart ovansida och är helt ostreckat roströd på undersidan och undre vingtäckarna. Ungfågeln är brunare ovan och kraftigt längsstreckad rostbeige under.

## Utbredning och systematik
Fågeln förekommer i södra Asien, malajiska övärlden och Nya Guinea-regionen. Den behandlas antingen som monotypisk eller delas in i två underarter med följande utbredning:
- Falco severus severus – nordvästra Indien och Nepal österut till södra Kina (Yunnan till sydvästra Guangdong och Hainan), och söderut genom Myanmar, Thailand och Indokina till Java och Filippinerna; populationen i Himalaya övervintrar i förberg, i Bangladesh samt i södra Indien och Sri Lanka
- Falco severus papuanus – Sulawesi österut genom Moluckerna till Nya Guinea, Bismarckarkipelagen och Salomonöarna

## Status och hot
Arten har ett stort utbredningsområde, men en liten världspopulation på endast mellan 1000 och 10000 individer. Den minskar dessutom i antal till följd av avskogning, dock inte tillräckligt kraftigt för att den ska betraktas som hotad. Internationella naturvårdsunionen IUCN kategoriserar därför arten som livskraftig (LC).